# 로그 (비디오 게임)
로그(Rouge, 정식 제목: Rogue: Exploring the Dungeons of Doom)는 마이클 토이와 글렌 위치먼의 던전 탐험 비디오 게임으로, 나중에 켄 아놀드가 기여에 참여하였다. 로그는 원래 1980년 즈음에 처음 유닉스 기반 메인프레임 시스템용으로 자유 배포 실행 파일로서 개발되었다. 나중에 공식 BSD 4.2 운영 체제(4.2BSD)에 포함되었다. 개인용 컴퓨터용의 상용 게임 포팅판은 A.I. 디자인이라는 기업 밑에서 토이, 위치먼, 존 레인에 의해 개발되었으며 Epyx라는 소프트웨어 배급사에 의해 상업적인 지원을 받았다. 이 게임의 현재의 오픈 소스 코드를 이용하여 다른 단체들에 의해 현대 시스템의 추가 포팅이 개발되고 있다.